# Bundesschiedsamt
Bundesschiedsämter werden in Deutschland im Rahmen der Versorgung von Versicherten der gesetzlichen Krankenversicherung mit ärztlichen und zahnärztlichen Leistungen zahntechnischen Leistungen von der Kassenärztlichen Bundesvereinigung (KBV) bzw. der Kassenzahnärztlichen Bundesvereinigung (KZBV) und dem Spitzenverband Bund der Krankenkassen sowie von dem Verband Deutscher Zahntechniker-Innungen und dem Spitzenverband Bund der Krankenkassen gebildet. Es gibt folglich drei Bundesschiedsämter: 
- Das Bundesschiedsamt für die vertragsärztliche Versorgung

- Das Bundesschiedsamt für die vertragszahnärztliche Versorgung

- Das Bundesschiedsamt für die zahntechnische Versorgung

## Zweck des Schiedswesens
Das Schiedswesen dient dem Zweck, Vertragsinhalte verbindlich festzusetzen, wenn darüber keine Einigung erzielt wurde (§ 89 SGB V). Die Verträge betreffen die Art und Weise, wie ärztliche, zahnärztliche und zahntechnische Versicherungsleistungen durch Vertragsärzte, Vertragszahnärzte und Zahntechniker erbracht werden sowie die Höhe der hierfür gezahlten Honorare. Die Verträge werden zwischen den Verbänden der Krankenkassen und den Kassenärztlichen Vereinigungen bzw. dem Verband der Deutschen Zahntechniker-Innungen geschlossen. Diese Art der Zwangsschlichtung soll die Kontinuität der Versorgung der Versicherten sicherstellen.

## Zuständigkeit
Das Bundesschiedsamt ist zuständig, wenn es um Verträge auf Bundesebene geht. Für Verträge auf Landesebene sind Landesschiedsämter eingerichtet. Das Bundesschiedsamt ist keine dem Landesschiedswesen übergeordnete Instanz.

## Zusammensetzung
Das Bundesschiedsamt setzt sich jeweils zu gleichen Teilen aus Vertretern der Spitzenverbände der Gesetzlichen Krankenkassen und der KBV, KZBV bzw. der Zahntechniker-Innungen sowie einem unparteiischen Vorsitzenden und zwei weiteren unparteiischen Mitgliedern zusammen. Über den Vorsitzenden und die zwei weiteren unparteiischen Mitglieder sowie deren Stellvertreter sollen sich die Beteiligten einigen. In der Praxis hat sich eingebürgert, dass jede Seite je ein unparteiisches Mitglied vorschlägt, das die andere Seite akzeptiert. Die Amtsdauer beträgt vier Jahre. Die laufenden Amtsperioden dauert bis 2024. Kommt es zu keiner Einigung über die unparteiischen Mitglieder oder den Vorsitzenden, entscheidet das Los. Die Amtsdauer beträgt in diesem Fall ein Jahr. Die Mitglieder des Schiedsamts führen ihr Amt als Ehrenamt. Sie sind an Weisungen nicht gebunden.
Die Vorsitzenden des Bundesschiedsamts sind im ärztlichen Bereich Werner Nicolay, im zahnärztlichen Bereich Klaus Engelmann und im zahntechnischen Bereich Heinz-Dietrich Steinmeyer. (Stand 01/2020)
Das Bundesschiedsamt gibt sich eine Geschäftsordnung, nach der jede  Partei Sachverständige hinzuziehen kann.

## Rechtsaufsicht
Die Rechtsaufsicht über die Bundesschiedsämter führt das Bundesministerium für Gesundheit. Die Entscheidungen der Schiedsämter über die Vergütung der Leistungen sind der Aufsichtsbehörde vorzulegen. Die Aufsichtsbehörde kann die Entscheidungen bei einem Rechtsverstoß innerhalb von zwei Monaten nach Vorlage beanstanden.